# Carlos Sainz
Pour les articles homonymes, voir Sainz.
Carlos Sainz Cenamor, né à Madrid le 12 avril 1962, est un pilote de rallye et rallye-raid espagnol.
Il fut étudiant au Colegio Retamar de Madrid. Son père voulait qu’il continue ses études de droit mais Carlos croyait en sa future carrière. Après avoir remporté la Coupe Renault des circuits espagnols, il voulut partir en Angleterre poursuivre sa carrière débutante pour les courses sur circuit, cependant, faute de budget adéquat, il débuta en rallyes sur le sol espagnol réellement grâce à Opel, qui lui offrit l'opportunité de concourir pour le rallye Catalunya-Costa Daurada sur Opel Manta 400 G-B en 1984, qu'il termina deuxième derrière son coéquipier Salvador Servià (il le remportera, alors en WRC, en 1992 et 1995).
Son manager de toujours Juanjo Lacalle fut son copilote lors de ses rallyes initiaux dès 1980, notamment au Rallye Shalymar cette année-là, qui fut son tout premier d'importance, et auquel il désira reparticiper en 2007 lors de la retraite sportive de Luís Moya, son troisième et principal copilote de 1988 à 2002 (participant ainsi à 24 de ses victoires en WRC ; le deuxième étant Antonio Boto, le quatrième Marc Martí (deux dernières victoires en WRC).
Ainsi vainqueur de 26 rallyes en championnat mondial, Sainz fut double champion du monde (1990 et 1992) et quatre fois vice-champion (1991, 1994, 1995, 1998). Il détenait le record du nombre de podiums (97) dans cette discipline avant d'être battu par Sébastien Loeb en 2011, et fut le premier non nordique à remporter le rallye de Finlande, en 1990.
À ses débuts, il courut sur des véhicules Renault 5 TS puis Turbo fournis par Bernard Tramont, en Formule Renault (1982) puis Coupe Renault (1983), glanant les deux titres nationaux correspondants au passage, et aux débuts en WRC de Sébastien Loeb, il fut son coéquipier en 2003 et 2004.
Son ultime victoire en rallye traditionnel fut au Rallye Ruta de la Seda, en 2010 avec Michel Périn.
Il court en rallye-raid au sein de l'équipe Volkswagen de 2005 à 2014 (copilote l'Allemand Andy Schulz), et remporte le rallye Dakar en 2010 avec Lucas Cruz. Il court le Rallye Dakar pour Peugeot Sport de l'édition 2015 à l’édition 2018, édition qu'il remporte au volant de la Peugeot 3008 DKR. En 2020, il remporte le Dakar pour la troisième fois au volant d'un Mini John Cooper Works Buggy. La même année, il reçoit le prix Princesse des Asturies pour l'ensemble de sa carrière. En 2024, il remporte son quatrième Dakar au volant de l'Audi RSQ e-tron.
Il appartient au Conseil de surveillance du Real Madrid, et possède également quelques hôtels sur la côte méditerranéenne.
Côté vie privée, Carlos est marié avec Reyes Vasquez de Castro y Rincón en 1992 qu’il connaît depuis les années 1980 avec qui il a trois enfants : Blanca née en 1993 qui travaille dans le secteur financier d’une salle de gym, Carlos Jr. en 1994 qui est pilote de Formule 1 chez Williams Racing et Ana en 1998 qui est dans le secteur immobilier.

## Carrière

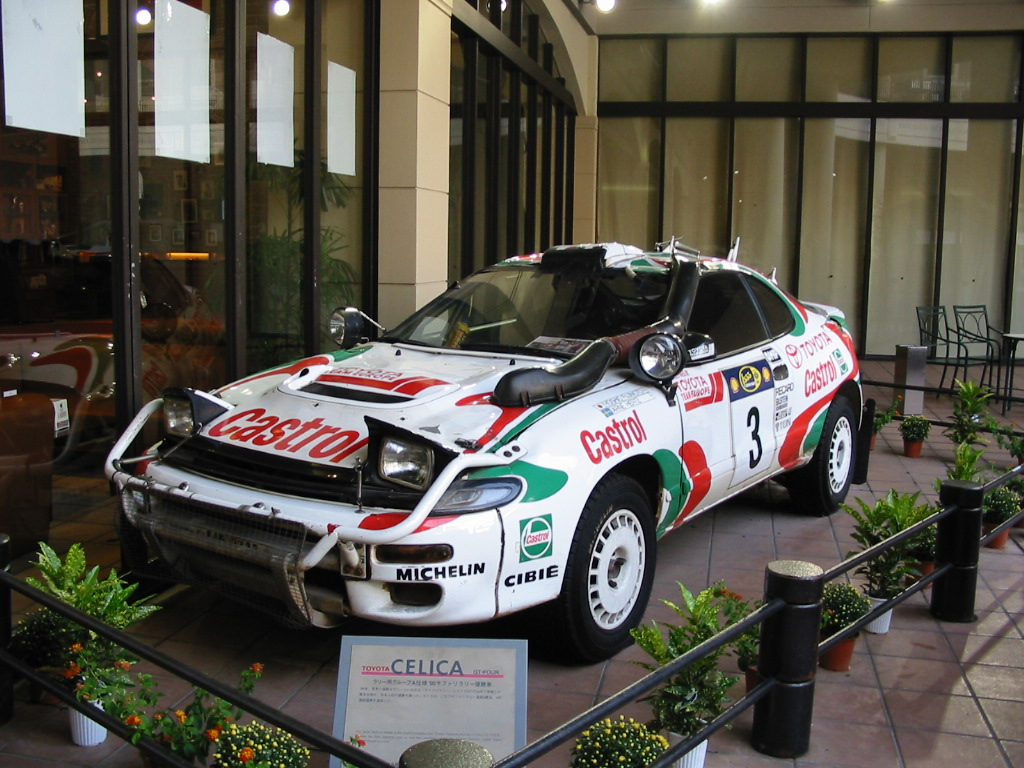
Une Toyota Celica 4WD.

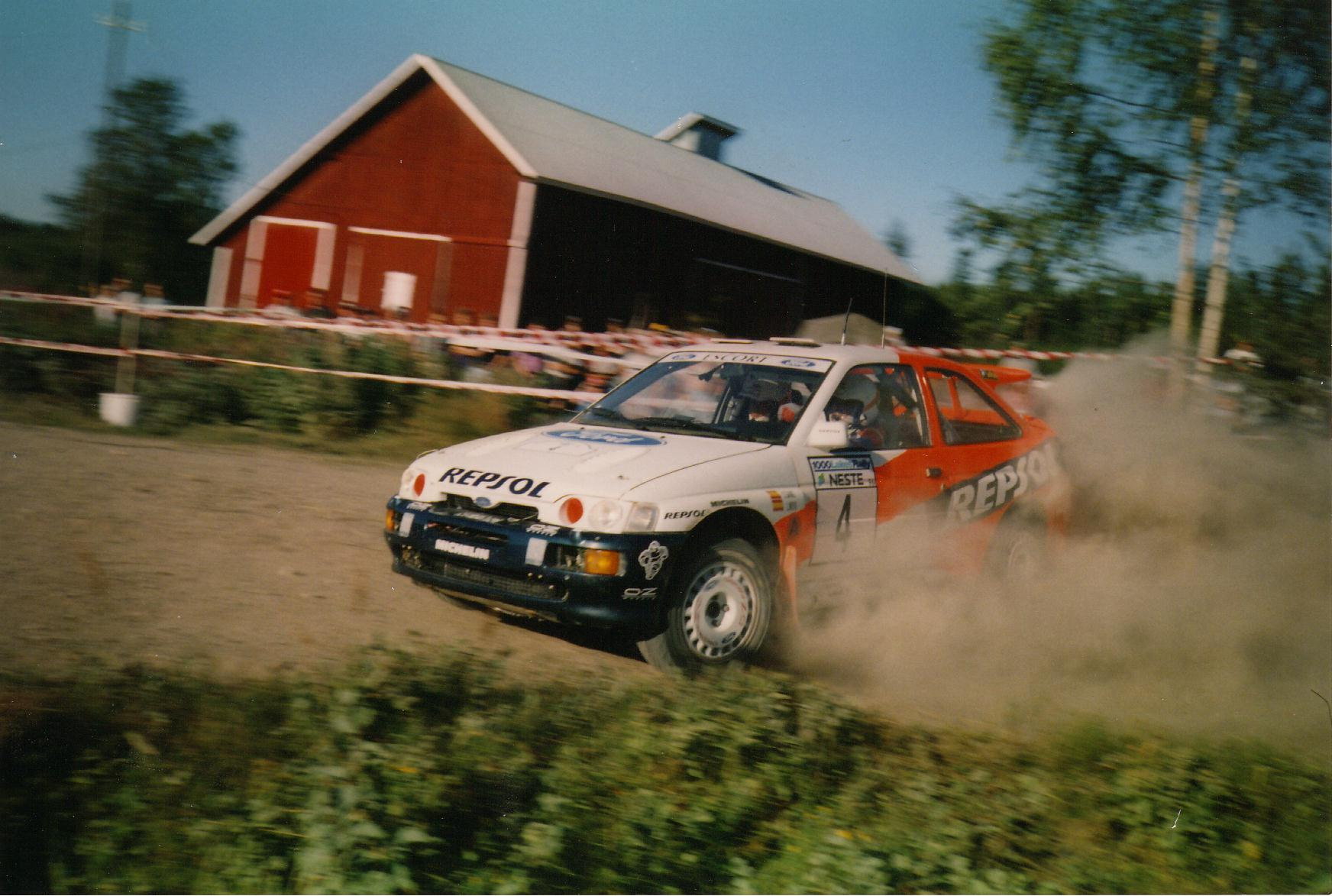
Sainz avec une Escort RS Cosworth en Finlande 1996.

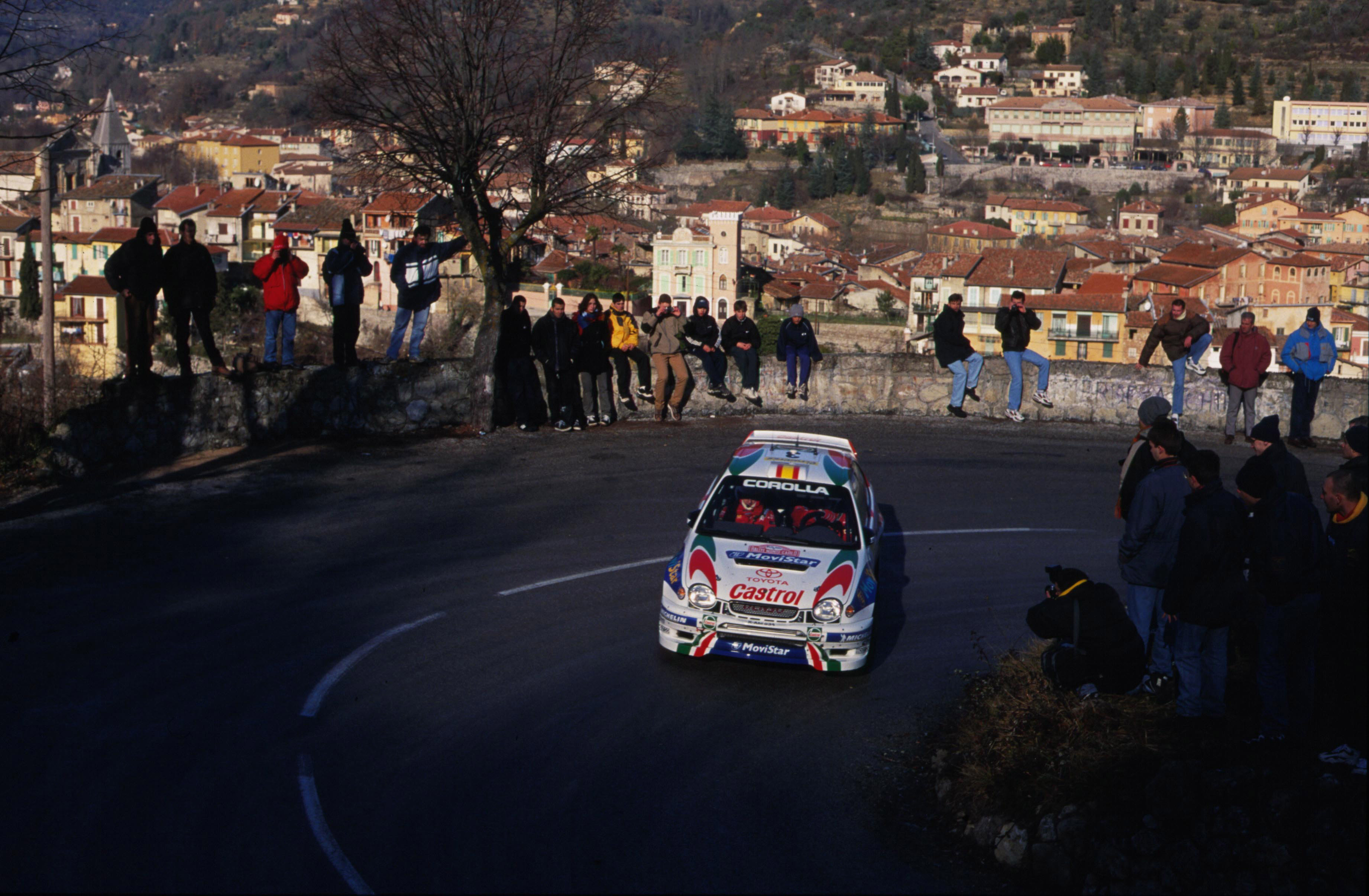
Carlos Sainz lors du Rallye automobile Monte-Carlo de 1999.

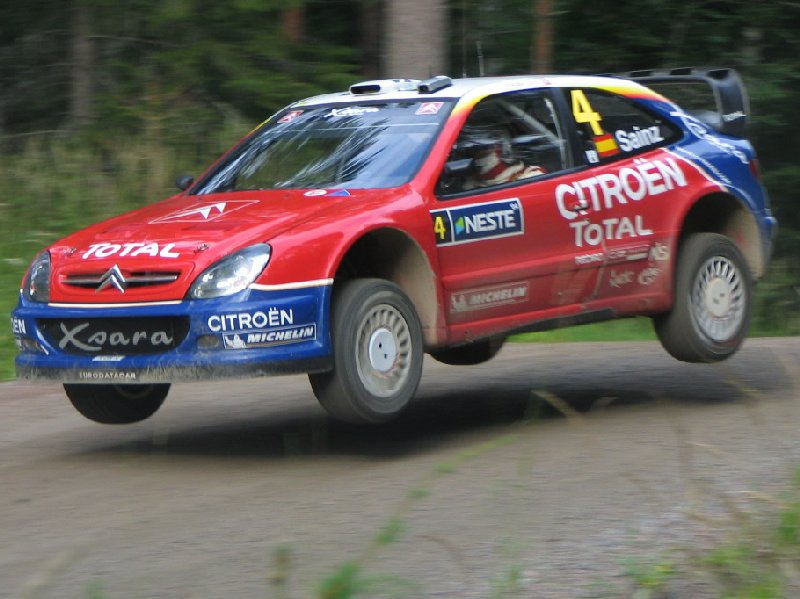
Sainz avec Citroën Xsara WRC au Rally Finlande 2004.

### Parcours en Rallye
Il fait ses débuts en rallye en 1980 au volant d'une Renault 5TS.

#### Les grands débuts en mondial
C'est en 1987 qu'il participe pour la première fois au championnat du monde des rallyes, au Portugal sur une Ford. Il participe à trois épreuves cette saison, et termine dans les points pour la première fois au Tour de Corse. L'année suivante, toujours avec Ford, il dispute 5 courses, et marque des points lors de 4 d'entre elles, il se classe onzième du championnat.
En 1989, il quitte Ford pour Toyota. Il participe à 7 des 13 épreuves, monte sur ses premiers podiums, dont une deuxième place en fin de saison au rallye de Grande-Bretagne. Il finit huitième du classement mondial.

#### La consécration avec Toyota
L'année 1990 est celle de la consécration. Il termine deuxième du rallye automobile Monte-Carlo en ouverture de la saison, après quoi suivent plusieurs podiums et quatre victoires, dont le rallye des 1000 lacs en  Finlande. Il devint alors le premier pilote non nordique à le remporter. Il est couronné pour la première fois champion du monde en fin de saison.
L'année suivante, après une longue lutte contre le Finlandais Juha Kankkunen jusqu'au dernier rallye de Grande-Bretagne, il ne parvient pas à conserver son titre, malgré cinq victoires. Il finit vice-champion du monde. La donne s'inverse en 1992 où il reprend son titre. Vainqueur à quatre reprises, le titre se joue à nouveau à la dernière épreuve en Grande-Bretagne, face au même Kankkunen. Malgré ce titre, il décide de quitter Toyota pour Lancia.

#### Une suite de désillusions
À l'exception d'une deuxième place au Rallye de l'Acropole, la saison 1993 va s'avérer bien terne, et il signera dès la fin de l'année chez Subaru pour 1994. Entre 1994 et 1995, Sainz finira deux fois à la 2e place du championnat. Et à nouveau, il perdra les titres aux derniers rallyes. En 1994, c'est sur accident qu'il perd le titre.
Il revient chez Ford en 1996. Carlos va remporter le Rallye d'Indonésie et terminer troisième du championnat, mais une nouvelle fois il échoue dans sa quête d'un nouveau titre, tout comme l'année suivante, 3e avec deux victoires.
En 1998, de retour chez Toyota, survient peut-être la plus grosse déception de sa carrière : en tête du championnat avec deux victoires lors de la dernière épreuve, alors qu'il lui suffisait de franchir la ligne d'arrivée du rallye de Grande-Bretagne pour remporter un troisième titre, il est trahi par la mécanique de sa Corolla WRC, dans le dernier kilomètre de la dernière spéciale. Il termine vice-champion du monde pour la quatrième fois de sa carrière, derrière Tommi Mäkinen.
L'année 1999 est une année sans victoire, malgré de nombreux podiums. Il termine à la 5e place du général. Le titre constructeur peut être sa seule satisfaction.
Il retourne à nouveau chez Ford en 2000 à la suite du retrait de Toyota. Il connaît une autre bonne saison, avec une 3e place au général et une nouvelle victoire. En 2001 après six épreuves, il détient la 2e place du classement, mais la suite de sa saison est plus décevante, il ne marque plus que quelques points. Finalement, il accroche la 6e du championnat, sans avoir gagné de rallye cette année-là.
Troisième du championnat en 2002, il est bien loin du champion du monde finlandais Marcus Grönholm et il obtient sa seule victoire de la saison sur tapis vert. Pour couronner le tout, en fin de saison, son copilote Luís Moya prend sa retraite. Il est remplacé par Marc Marti, ancien copilote de Jesus Puras qui venait de prendre sa retraite, et qui deviendra plus tard le copilote de Daniel Sordo, le protégé de Sainz.

#### Un dernier contrat avec Citroën
Il part pour Citroën en 2003 avec Colin McRae et Sébastien Loeb comme coéquipier. Loeb va être le plus performant de l'équipe. Mais grâce à sa régularité et une victoire au Rallye de Turquie, Carlos est en lice pour le titre lors de la dernière épreuve en Grande-Bretagne, avant qu'une sortie de route en début de rallye ne mette fin à ses chances. Quelques jours avant, il avait annoncé son retrait à la fin de la saison 2004. Pour sa dernière saison, il monte régulièrement sur le podium et contribue à nouveau au titre de champion des constructeurs de Citroën, en obtenant notamment une ultime victoire au Rallye d'Argentine.
Le 31 octobre 2004, après 193 participations au championnat du monde des rallyes, il termine troisième du rallye d'Espagne et met fin à sa carrière ; avant de déclarer forfait au rallye d'Australie à la suite d'un accident en essai.
En juin 2005, il accepte de reprendre le volant de la Xsara WRC en remplacement de François Duval, pour les rallye de Turquie (4e place), et rallye de l'Acropole en Grèce (3e place).
Longtemps recordman des victoires en championnat du monde des rallyes, il a depuis été dépassé par Sébastien Loeb, Sébastien Ogier et Marcus Grönholm.

### Parcours en Rallye raid
En 2005, il s'engage avec Volkswagen sur Volkswagen Touareg pour participer au programme de rallye-raid de la marque allemande, débutant avec Andy Schulz à sa droite. Il a notamment remporté quatre étapes lors de son premier Dakar en 2006. Lors de sa troisième participation, en 2009, il semble avoir course gagnée à quelques spéciales de l'arrivée, mais une sortie de piste le contraindra à l'abandon. À la suite de cette erreur, Carlos Sainz et son copilote Michel Périn se séparent. Il fait désormais équipe avec son compatriote Lucas Cruz.
Sainz prend sa revanche l'édition suivante en remportant son premier Rallye Dakar. Il remporte la victoire après une longue lutte avec son coéquipier Nasser Al-Attiyah jusque dans les ultimes kilomètres.
Il reste au sein de l'équipe Volkswagen jusqu'en 2014, puis s'engage Il court avec Peugeot Sport à partir de l'édition 2015. Les résultats ne sont cependant pas au rendez-vous car il connaît cinq abandons consécutifs dans l’épreuve de 2013 à 2017. Toutefois, lors de l’édition 2018, sa persévérance est récompensée puisqu'il l'emporte au volant de la Peugeot 3008.
En 2020, il remporte le Dakar pour la troisième fois et ce au volant de trois voitures différentes (VW touareg, Peugeot 3008 et Mini John Cooper Works Buggy). En 2024, c'est avec Audi qu'il remporte son quatrième Dakar.

## Palmarès

### Titres
| Saison | Titre                                                                                          | Voiture                       |
| ------ | ---------------------------------------------------------------------------------------------- | ----------------------------- |
| 1979   | Champion d'Espagne de squash                                                                   | -                             |
| 1981   | Champion d'Espagne de formule Seat                                                             | Seat Panda                    |
| 1982   | Champion d'Espagne de formule Renault                                                          | Renault 5 TS                  |
| 1983   | Coupe Renault des circuits (Espagne) (et champion de zone centre des rallyes)                  | Renault 5 Turbo               |
| 1983   | Marlboro Challenge des circuits (Espagne)                                                      | Renault 5 Turbo               |
| 1984   | champion de zone centre (province madrilène) des rallyes                                       | R5 Turbo 200 CV Gr.B Rally    |
| 1987   | Champion d'Espagne des rallyes                                                                 | Ford Sierra RS Cosworth       |
| 1988   | Champion d'Espagne des rallyes                                                                 | Ford Sierra RS Cosworth       |
| 1990   | Champion d'Asie-Pacifique des rallyes (car 1er en Nouvelle-Zélande et 2e en Australie, en WRC) | Toyota Celica GT-4 ST165      |
| 1990   | Champion du monde des rallyes                                                                  | Toyota Celica GT-4 ST165      |
| 1992   | Champion du monde des rallyes                                                                  | Toyota Celica Turbo 4WD ST185 |
| 2007   | Vainqueur de la coupe du monde des rallyes tout-terrain                                        | Volkswagen Race Touareg 2     |

### Victoires en rallye

#### Victoires en championnat d'Espagne de rallye
- 1983 : Rallye de Cantabria (Caja Cantabria).
- 1985, 1986, 1987, 1988 et 1989 : Rallye Islas Canarias (Trofeo El Corte Inglés).
- 1986, 1987 et 1989 : Rallye international Valeo.
- 1986 et 1988 : Rallye Sierra Morena.
- 1987 et 1988 : Rallye Cajalicante.
- 1987 : Rallye Villa de Llanes (del Principado de LLanes).
- 1987 : Rallye Principe de Asturias.
- 1987 : Rallye San Froilán.
- 1988 : Rallye Playa de Aro.
- 2007 : Rallye Shalymar.

#### Victoires en championnat d’Europe des rallyes
| # | Saison | Rallye                   | Pays    | Copilote     | Voiture                 |
| - | ------ | ------------------------ | ------- | ------------ | ----------------------- |
| 1 | 1985   | Rallye des Iles Canaries | Espagne | Antonio Boto | Renault 5 Turbo         |
| 2 | 1986   | Rallye des Iles Canaries | Espagne | Antonio Boto | Renault 5 Maxi Turbo    |
| 3 | 1987   | Rallye des Iles Canaries | Espagne | Antonio Boto | Ford Sierra Cosworth    |
| 4 | 1988   | Rallye des Iles Canaries | Espagne | Luís Moya    | Ford Sierra RS Cosworth |
| 5 | 1989   | Rallye des Iles Canaries | Espagne | Luís Moya    | Toyota Celica GT-Four   |

#### Victoires en championnat du monde des rallyes
| #  | Saison | Rallye                         | Pays             | Copilote   | Voiture                       |
| -- | ------ | ------------------------------ | ---------------- | ---------- | ----------------------------- |
| 1  | 1990   | 37e Rallye de l'Acropole       | Grèce            | Luís Moya  | Toyota Celica GT-4 ST165      |
| 2  | 1990   | 20e Rallye de Nouvelle-Zélande | Nouvelle-Zélande | Luís Moya  | Toyota Celica GT-4 ST165      |
| 3  | 1990   | 40e Rallye des 1000 lacs       | Finlande         | Luís Moya  | Toyota Celica GT-4 ST165      |
| 4  | 1990   | 46e Rallye de Grande-Bretagne  | Royaume-Uni      | Luís Moya  | Toyota Celica GT-4 ST165      |
| 5  | 1991   | 59e Rallye Monte-Carlo         | Monaco           | Luís Moya  | Toyota Celica GT-4 ST165      |
| 6  | 1991   | 25e Rallye du Portugal         | Portugal         | Luís Moya  | Toyota Celica GT-4 ST165      |
| 7  | 1991   | 35e Tour de Corse              | France           | Luís Moya  | Toyota Celica GT-4 ST165      |
| 8  | 1991   | 21e Rallye de Nouvelle-Zélande | Nouvelle-Zélande | Luís Moya  | Toyota Celica GT-4 ST165      |
| 9  | 1991   | 11e Rallye d'Argentine         | Argentine        | Luís Moya  | Toyota Celica GT-4 ST165      |
| 10 | 1992   | 40e Rallye Safari              | Kenya            | Luís Moya  | Toyota Celica Turbo 4WD ST185 |
| 11 | 1992   | 22e Rallye de Nouvelle-Zélande | Nouvelle-Zélande | Luís Moya  | Toyota Celica Turbo 4WD ST185 |
| 12 | 1992   | 28e Rallye de Catalogne        | Espagne          | Luís Moya  | Toyota Celica Turbo 4WD ST185 |
| 13 | 1992   | 48e Rallye de Grande-Bretagne  | Royaume-Uni      | Luís Moya  | Toyota Celica Turbo 4WD ST185 |
| 14 | 1994   | 41e Rallye de l'Acropole       | Grèce            | Luís Moya  | Subaru Impreza 555            |
| 15 | 1995   | 63e Rallye Monte-Carlo         | Monaco           | Luís Moya  | Subaru Impreza 555            |
| 16 | 1995   | 29e Rallye du Portugal         | Portugal         | Luís Moya  | Subaru Impreza 555            |
| 17 | 1995   | 31e Rallye de Catalogne        | Espagne          | Luís Moya  | Subaru Impreza 555            |
| 18 | 1996   | 21e Rallye d'Indonésie         | Indonésie        | Luís Moya  | Ford Escort RS Cosworth       |
| 19 | 1997   | 44e Rallye de l'Acropole       | Grèce            | Luís Moya  | Ford Escort WRC               |
| 20 | 1997   | 22e Rallye d'Indonésie         | Indonésie        | Luís Moya  | Ford Escort WRC               |
| 21 | 1998   | 66e Rallye Monte-Carlo         | Monaco           | Luís Moya  | Toyota Corolla WRC            |
| 22 | 1998   | 28e Rallye de Nouvelle-Zélande | Nouvelle-Zélande | Luís Moya  | Toyota Corolla WRC            |
| 23 | 2000   | 28e Rallye de Chypre           | Chypre           | Luís Moya  | Ford Focus WRC 00             |
| 24 | 2002   | 22e Rallye d'Argentine         | Argentine        | Luís Moya  | Ford Focus RS WRC 02          |
| 25 | 2003   | 4e Rallye de Turquie           | Turquie          | Marc Martí | Citroën Xsara WRC             |
| 26 | 2004   | 24e Rallye d'Argentine         | Argentine        | Marc Martí | Citroën Xsara WRC             |

#### Victoires en épreuves «historiques»
- Rallye Race d'Espagne « Historic » : 2012 (à l'instauration du championnat européen) et 2013.

### Records en championnat du monde des rallyes
- Saisons avec au moins une victoire : 12 (record partagé avec Markku Alén et Sébastien Loeb).
- Nombre de 2e places : 36.
- Nombre de 3e places : 35.
- Rallyes terminés dans les points : 139.
- Saisons avec au moins un podium : 17 (record partagé avec Stig Blomqvist).
- Saisons consécutives avec au moins un podium : 17 (de 1989 à 2005).

### Victoires en Rallye-raid
| # | Année | Rallye                   | Pays                           | Voiture                      |
| - | ----- | ------------------------ | ------------------------------ | ---------------------------- |
| 1 | 2007  | Rallye transibérique     | Portugal                       | Volkswagen Race Touareg 2    |
| 2 | 2008  | Rallye d'Europe Centrale | Roumanie Hongrie               | Volkswagen Race Touareg 2    |
| 3 | 2009  | Rallye dos Sertões       | Brésil                         | Volkswagen Race Touareg 2    |
| 4 | 2009  | Silk Way Rally           | Turkménistan Russie Kazakhstan | Volkswagen Race Touareg 2    |
| 5 | 2010  | Silk Way Rally           | Turkménistan Russie Kazakhstan | Volkswagen Race Touareg 3    |
| 6 | 2010  | Rallye Dakar             | Argentine Chili                | Volkswagen Race Touareg 3    |
| 7 | 2018  | Rallye Dakar             | Pérou Bolivie Argentine        | Peugeot 3008 DKR Maxi        |
| 8 | 2020  | Rallye Dakar             | Arabie saoudite                | Mini John Cooper Works Buggy |
| 9 | 2024  | Rallye Dakar             | Arabie saoudite                | Audi RSQ e-tron              |

(Note : ses deux secondes places au rallye du Maroc et au rallye de Dubai lui valent le titre mondial en cross-country rally (rallye-raids) pour l'année 2007.)

### Race of Champions
- Champion des Champions : 1997.

## Résultats en rallye

### Résultats détaillés en championnat du monde des rallyes
| Saison                                                        | Rallye | Rallye | Rallye | Rallye | Rallye | Rallye | Rallye | Rallye | Rallye | Rallye | Rallye | Rallye | Rallye | Rallye | Rallye | Rallye | Points       | Classement final |
| ------------------------------------------------------------- | ------ | ------ | ------ | ------ | ------ | ------ | ------ | ------ | ------ | ------ | ------ | ------ | ------ | ------ | ------ | ------ | ------------ | ---------------- |
| 1987                                                          | MON    | SWE    | POR    | KEN    | FRA    | GRE    | USA    | NZL    | ARG    | FIN    | CIV    | ITA    | GBR    |        |        |        | 7            | 35e              |
| 1987                                                          | -      | -      | Ab.    | -      | 7e     | -      | -      | -      | -      | -      | -      | -      | 8e     |        |        |        | 7            | 35e              |
|                                                               |        |        |        |        |        |        |        |        |        |        |        |        |        |        |        |        |              |                  |
| 1988                                                          | MON    | SWE    | POR    | KEN    | FRA    | GRE    | USA    | NZL    | ARG    | FIN    | CIV    | ITA    | GBR    |        |        |        | 26           | 11e              |
| 1988                                                          | -      | -      | Ab.    | -      | 5e     | -      | -      | -      | -      | 6e     | -      | 5e     | 7e     |        |        |        | 26           | 11e              |
|                                                               |        |        |        |        |        |        |        |        |        |        |        |        |        |        |        |        |              |                  |
| 1989                                                          | SWE    | MON    | POR    | KEN    | FRA    | GRE    | NZL    | ARG    | FIN    | AUS    | ITA    | CIV    | GBR    |        |        |        | 50           | 5e               |
| 1989                                                          | -      | Ab.    | Ab.    | -      | Ab.    | Ab.    | -      | -      | 3e     | -      | 3e     | -      | 2e     |        |        |        | 50           | 5e               |
|                                                               |        |        |        |        |        |        |        |        |        |        |        |        |        |        |        |        |              |                  |
| 1990                                                          | MON    | SWE    | POR    | KEN    | FRA    | GRE    | NZL    | ARG    | FIN    | AUS    | ITA    | CIV    | GBR    |        |        |        | 140 (162)[1] | 1er              |
| 1990                                                          | 2e     | An.    | Ab.    | 4e     | 2e     | 1er    | 1er    | 2e     | 1er    | 2e     | 3e     | -      | 1er    |        |        |        | 140 (162)[1] | 1er              |
|                                                               |        |        |        |        |        |        |        |        |        |        |        |        |        |        |        |        |              |                  |
| 1991                                                          | MON    | SWE    | POR    | KEN    | FRA    | GRE    | NZL    | ARG    | FIN    | AUS    | ITA    | CIV    | ESP    | GBR    |        |        | 143          | 2e               |
| 1991                                                          | 1er    | -      | 1er    | Ab.    | 1er    | 2e     | 1er    | 1er    | 2e     | Ab.    | 1er    | -      | -      | 3e     |        |        | 143          | 2e               |
|                                                               |        |        |        |        |        |        |        |        |        |        |        |        |        |        |        |        |              |                  |
| 1992                                                          | MON    | SWE    | POR    | KEN    | FRA    | GRE    | NZL    | ARG    | FIN    | AUS    | ITA    | CIV    | ESP    | GBR    |        |        | 144          | 1er              |
| 1992                                                          | 2e     | -      | 3e     | 1er    | 4e     | Ab.    | 1er    | 2e     | -      | 3e     | -      | -      | 1er    | 1er    |        |        | 144          | 1er              |
|                                                               |        |        |        |        |        |        |        |        |        |        |        |        |        |        |        |        |              |                  |
| 1993                                                          | MON    | SWE    | POR    | KEN    | FRA    | GRE    | ARG    | NZL    | FIN    | AUS    | ITA    | ESP    | GBR    |        |        |        | 35           | 8e               |
| 1993                                                          | 14e    | -      | Ab.    | -      | 4e     | 2e     | Ab.    | 4e     | -      | Ab.    | Dq.    | Ab.    | -      |        |        |        | 35           | 8e               |
|                                                               |        |        |        |        |        |        |        |        |        |        |        |        |        |        |        |        |              |                  |
| 1994                                                          | MON    | POR    | KEN    | FRA    | GRE    | ARG    | NZL    | FIN    | ITA    | GBR    |        |        |        |        |        |        | 99           | 2e               |
| 1994                                                          | 3e     | 4e     | -      | 2e     | 1er    | 2e     | Ab.    | 3e     | 2e     | Ab.    |        |        |        |        |        |        | 99           | 2e               |
|                                                               |        |        |        |        |        |        |        |        |        |        |        |        |        |        |        |        |              |                  |
| 1995                                                          | MON    | SWE    | POR    | FRA    | NZL    | AUS    | ESP    | GBR    |        |        |        |        |        |        |        |        | 95           | 2e               |
| 1995                                                          | 1er    | Ab.    | 1er    | 4e     | -      | Ab.    | 1er    | 2e     |        |        |        |        |        |        |        |        | 95           | 2e               |
|                                                               |        |        |        |        |        |        |        |        |        |        |        |        |        |        |        |        |              |                  |
| 1996                                                          | SWE    | KEN    | INA    | GRE    | ARG    | FIN    | AUS    | ITA    | ESP    |        |        |        |        |        |        |        | 89           | 3e               |
| 1996                                                          | 2e     | Ab.    | 1er    | 3e     | 2e     | Ab.    | 3e     | 2e     | Ab.    |        |        |        |        |        |        |        | 89           | 3e               |
|                                                               |        |        |        |        |        |        |        |        |        |        |        |        |        |        |        |        |              |                  |
| 1997                                                          | MON    | SWE    | KEN    | POR    | ESP    | FRA    | ARG    | GRE    | NZL    | FIN    | INA    | ITA    | AUS    | GBR    |        |        | 51           | 3e               |
| 1997                                                          | 2e     | 2e     | Ab.    | Ab.    | 10e    | 2e     | Ab.    | 1er    | 2e     | Ab.    | 1er    | 4e     | Ab.    | 3e     |        |        | 51           | 3e               |
|                                                               |        |        |        |        |        |        |        |        |        |        |        |        |        |        |        |        |              |                  |
| 1998                                                          | MON    | SWE    | KEN    | POR    | ESP    | FRA    | ARG    | GRE    | NZL    | FIN    | INA    | ITA    | AUS    | GBR    |        |        | 56           | 2e               |
| 1998                                                          | 1er    | 2e     | Ab.    | 2e     | 7e     | 8e     | 2e     | 4e     | 1er    | 2e     | An.    | 4e     | 2e     | Ab.    |        |        | 56           | 2e               |
|                                                               |        |        |        |        |        |        |        |        |        |        |        |        |        |        |        |        |              |                  |
| 1999                                                          | MON    | SWE    | KEN    | POR    | ESP    | FRA    | ARG    | GRE    | NZL    | FIN    | CHN    | ITA    | AUS    | GBR    |        |        | 44           | 5e               |
| 1999                                                          | Ab.    | 2e     | 3e     | 2e     | Ab.    | 3e     | 5e     | 2e     | 6e     | 3e     | 3e     | Ab.    | 2e     | Ab.    |        |        | 44           | 5e               |
|                                                               |        |        |        |        |        |        |        |        |        |        |        |        |        |        |        |        |              |                  |
| 2000                                                          | MON    | SWE    | KEN    | POR    | ESP    | ARG    | GRE    | NZL    | FIN    | CYP    | FRA    | ITA    | AUS    | GBR    |        |        | 46           | 3e               |
| 2000                                                          | 2e     | Ab.    | 4e     | 3e     | 3e     | Ab.    | 2e     | 3e     | 14e    | 1er    | 3e     | 5e     | Dq.    | 4e     |        |        | 46           | 3e               |
|                                                               |        |        |        |        |        |        |        |        |        |        |        |        |        |        |        |        |              |                  |
| 2001                                                          | MON    | SWE    | POR    | ESP    | ARG    | CYP    | GRE    | KEN    | FIN    | NZL    | ITA    | FRA    | AUS    | GBR    |        |        | 33           | 6e               |
| 2001                                                          | 2e     | 3e     | 2e     | 5e     | 3e     | 3e     | Ab.    | Ab.    | 6e     | 4e     | 4e     | Ab.    | 8e     | Ab.    |        |        | 33           | 6e               |
|                                                               |        |        |        |        |        |        |        |        |        |        |        |        |        |        |        |        |              |                  |
| 2002                                                          | MON    | SWE    | FRA    | ESP    | CYP    | ARG    | GRE    | KEN    | FIN    | GER    | ITA    | NZL    | AUS    | GBR    |        |        | 36           | 3e               |
| 2002                                                          | 3e     | 3e     | 6e     | Ab.    | 11e    | 1er    | 3e     | Ab.    | 4e     | 8e     | Ab.    | 4e     | 4e     | 3e     |        |        | 36           | 3e               |
|                                                               |        |        |        |        |        |        |        |        |        |        |        |        |        |        |        |        |              |                  |
| 2003                                                          | MON    | SWE    | TUR    | NZL    | ARG    | GRE    | CYP    | GER    | FIN    | AUS    | ITA    | FRA    | ESP    | GBR    |        |        | 63           | 3e               |
| 2003                                                          | 3e     | 9e     | 1er    | 12e    | 2e     | 2e     | 5e     | 6e     | 4e     | 5e     | 4e     | 2e     | 7e     | 11e    |        |        | 63           | 3e               |
|                                                               |        |        |        |        |        |        |        |        |        |        |        |        |        |        |        |        |              |                  |
| 2004                                                          | MON    | SWE    | MEX    | NZL    | CYP    | GRE    | TUR    | ARG    | FIN    | GER    | JPN    | GBR    | ITA    | FRA    | ESP    | AUS    | 73           | 4e               |
| 2004                                                          | Ab.    | 5e     | 3e     | 6e     | 3e     | 19e    | 4e     | 1er    | 3e     | 3e     | 5e     | 4e     | 3e     | 3e     | 3e     | -      | 73           | 4e               |
|                                                               |        |        |        |        |        |        |        |        |        |        |        |        |        |        |        |        |              |                  |
| 2005                                                          | MON    | SWE    | MEX    | NZL    | ITA    | CYP    | TUR    | GRE    | ARG    | FIN    | GER    | GBR    | JPN    | FRA    | ESP    | AUS    | 11           | 13e              |
| 2005                                                          | -      | -      | -      | -      | -      | -      | 4e     | 3e     | -      | -      | -      | -      | -      | -      | -      | -      | 11           | 13e              |
|                                                               |        |        |        |        |        |        |        |        |        |        |        |        |        |        |        |        |              |                  |
| Légende : Ab. = Abandon An. = Rallye annulé Dq. = Disqualifié |        |        |        |        |        |        |        |        |        |        |        |        |        |        |        |        |              |                  |

### Résultats complets en championnat du monde des rallyes

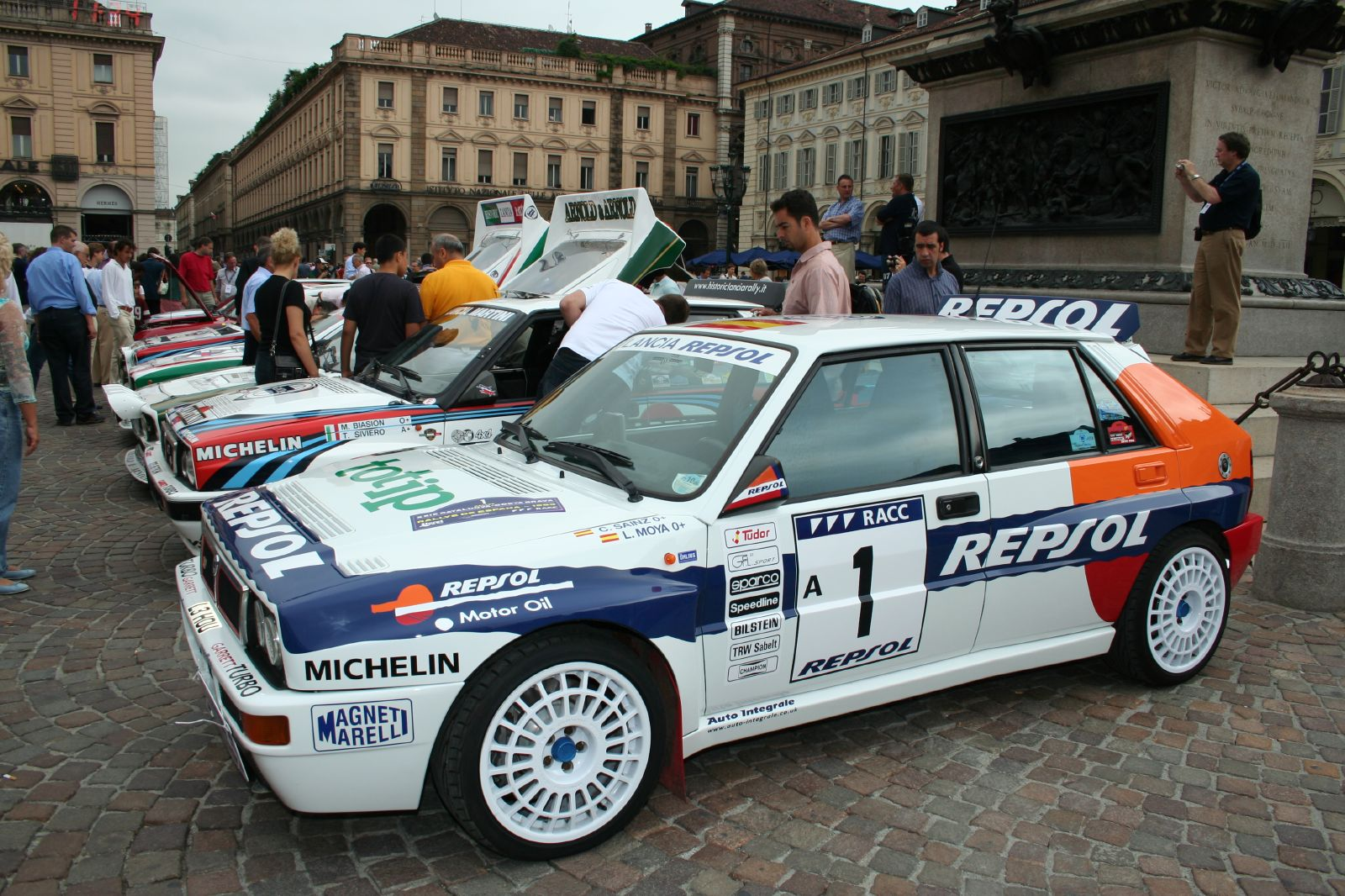
Lancia Delta HF Integrale de C. Sainz, utilisée durant l'unique saison 1993.

| Saison | Équipe        | Départs | Victoires | Podiums | Abandons | Points       | Classement final |
| ------ | ------------- | ------- | --------- | ------- | -------- | ------------ | ---------------- |
| 1987   | Privé         | 3       | 0         | 0       | 1        | 7            | 35e              |
| 1988   | Privé, Ford   | 5       | 0         | 0       | 1        | 26           | 11e              |
| 1989   | Toyota        | 7       | 0         | 3       | 4        | 39           | 8e               |
| 1990   | Toyota, Privé | 11      | 4         | 9       | 1        | 140 (162)[1] | Champion         |
| 1991   | Toyota, Privé | 12      | 5         | 7       | 3        | 143          | 2e               |
| 1992   | Toyota, Privé | 10      | 4         | 8       | 1        | 144          | Champion         |
| 1993   | Lancia, Privé | 9       | 0         | 1       | 5        | 35           | 8e               |
| 1994   | Subaru        | 9       | 1         | 6       | 2        | 99           | 2e               |
| 1995   | Subaru        | 7       | 3         | 4       | 2        | 85           | 2e               |
| 1996   | Ford          | 9       | 1         | 6       | 3        | 89           | 3e               |
| 1997   | Ford          | 7       | 0         | 1       | 3        | 51           | 3e               |
| 1998   | Toyota        | 13      | 2         | 7       | 2        | 56           | 2e               |
| 1999   | Toyota        | 14      | 0         | 8       | 4        | 44           | 5e               |
| 2000   | Ford          | 14      | 1         | 7       | 3        | 46           | 3e               |
| 2001   | Ford          | 14      | 0         | 5       | 4        | 33           | 6e               |
| 2002   | Ford          | 14      | 1         | 5       | 3        | 36           | 3e               |
| 2003   | Citroën       | 14      | 1         | 5       | 1        | 63           | 3e               |
| 2004   | Citroën       | 15      | 1         | 8       | 6        | 73           | 4e               |
| 2005   | Citroën       | 2       | 0         | 1       | 0        | 11           | 13e              |
| Total  |               | 196     | 26        | 97      | 46       | 1242         | 2 titres         |

1.  Seuls les huit meilleurs résultats sont retenus pour le championnat pilote.

### Résultats complets au Rallye Dakar
| Année | Résultat        | Victoire(s) d'étape | Voiture                      | Copilote        |
| ----- | --------------- | ------------------- | ---------------------------- | --------------- |
| 2006  | 11e             | 4                   | Volkswagen Race Touareg II   | Andreas Schulz  |
| 2007  | 9e              | 5                   | Volkswagen Race Touareg II   | Michel Périn    |
| 2008  | Rallye Annulé   | Rallye Annulé       | Rallye Annulé                | Rallye Annulé   |
| 2009  | Abandon         | 6                   | Volkswagen Race Touareg II   | Michel Périn    |
| 2010  | 1er             | 2                   | Volkswagen Race Touareg II   | Lucas Cruz      |
| 2011  | 3e              | 7                   | Volkswagen Race Touareg III  | Lucas Cruz      |
| 2013  | Abandon         | 1                   | Buggy                        | Timo Gottschalk |
| 2014  | Abandon         | 2                   | Buggy SMG / Haval H8         | Timo Gottschalk |
| 2015  | Abandon         | -                   | 2008 DKR Peugeot             | Lucas Cruz      |
| 2016  | Abandon         | 2                   | 2008 DKR Peugeot             | Lucas Cruz      |
| 2017  | Abandon         | -                   | 3008 DKR Peugeot             | Lucas Cruz      |
| 2018  | 1er             | 2                   | 3008 DKR Peugeot             | Lucas Cruz      |
| 2019  | 13e             | 1                   | Mini John Cooper Works Buggy | Lucas Cruz      |
| 2020  | 1er             | 4                   | Mini John Cooper Works Buggy | Lucas Cruz      |
| 2021  | 3e              | 3                   | Mini                         | Lucas Cruz      |
| 2022  | 12e             | 2                   | Team Audi Sport              | Lucas Cruz      |
| 2023  | Abd. (Étape 10) | 1                   | Team Audi Sport              | Lucas Cruz      |
| 2024  | 1er             | -                   | Team Audi Sport              | Lucas Cruz      |
| 2025  | Abd. (Étape 3)  | -                   | Ford M-Sport                 | Lucas Cruz      |

## Distinctions
- Autosport's International Rally Driver Annual Award 1990 et 1991.
- Grand Croix du Mérite sportif espagnol en 2001.
- Autosport Gregor Grant Award 2004.
- Membre du Rally Hall of Fame depuis 2012 (troisième promotion).
- Meilleur pilote de rallye de l'histoire du WRC en 2020[4].

## Divers

### Véhicules successifs
- 1981 à 1982 : Seat Panda.
- 1982 à 1983 : Renault 5 TS à Renault 5 Turbo.
- 1984 à 1985 : Opel Manta 400 à Renault 5 Turbo.
- 1986 : Renault 5 Maxi Turbo.
- 1987 à 1988 : Ford Sierra Cosworth.
- 1989 à 1991 : Toyota Celica 4WD.
- 1992 : Toyota Celica 4WD Carlos Sainz´s Limited Edition.
- 1993 : Lancia Delta Integrale HF.
- 1994 à 1995 : Subaru Impreza.
- 1996 : Ford Escort Cosworth Gr.A.
- 1997 : Ford Escort WRC.
- 1998 à 1999 : Toyota Corolla WRC.
- 2000 à 2002 : Ford Focus WRC.
- 2003 à 2005 : Citroen Xsara WRC.
- 2005 à 2010 : Volkswagen Race Touareg 1 puis 2.
- 2011 à 2014 : Volkswagen Race Touareg 3.
- 2014 à 2016 : Peugeot 2008 DKR.
- 2017 : Peugeot 3008 DKR.
- 2018 : Peugeot 3008 DKR Maxi.
- 2019 : Mini John Cooper Works Buggy.
- 2020 : Mini John Cooper Works Buggy.
- 2022 à 2024 : Audi RSQ e-tron

### Famille
Son fils, Carlos Sainz Jr., né en septembre 1994, court actuellement en Formule 1. Il a remporté la Monaco Kart Cup 2009 en catégorie KF3, une épreuve junior de niveau international et a également terminé vice-champion d'Europe dans la même catégorie. Il est présent dans le championnat de Formule BMW Europe en 2010. Il finit 4e et est intégré au Red Bull Junior Team. En 2011, il remporte la Formula Renault 2.0 NEC et finit vice-champion de la Eurocup Formula Renault 2.0. Par la suite, il finira 5e au Championnat d'Europe de Formule 3 et 2e du Grand Prix de Pau. Toro Rosso l'engage pour disputer la saison 2015 de Formule 1, aux côtés de Max Verstappen. Il rejoint ensuite l'écurie Renault F1 Team lors du Grand Prix des États-Unis 2017 et disputera avec elle la saison 2018, avant de se diriger vers McLaren où il pilotera durant deux saisons. À partir de la saison 2021, il évolue au sein de la Scuderia Ferrari en remplacement du quadruple champion du monde Sebastian Vettel.

### DVDthèque
- (en) Carlos Sainz - El Matador - The Early Years, Duke Video, 13 juillet 2009.